# «Циклон» начнётся ночью
«„Циклон“ начнётся ночью» — художественный фильм по мотивам повести Дмитрия Морозова «Тридцать шесть часов из жизни разведчика». Снят режиссёром Адой Неретниеце на Рижской киностудии в 1966 году.

## Сюжет
В конце Великой Отечественной войны немецкой разведкой предпринимается попытка организовать из окружённых в районе Карпат воинских частей диверсионные группы. Для координации действий, в рамках операции «Циклон», через линию фронта должен быть переброшен имеющий большой опыт капитан Шварцбрук.
Советский разведчик Либель пытается завербовать Шварцбрука. Тот не идёт на контакт и гибнет в перестрелке. В роли ожидаемого начальством капитана приходится использовать Мишеля, одного из нелегалов. Он оказывается среди окружённых подразделений и едва не проваливает операцию: командир группы Крюгер, лично знавший Шварцбрука, арестовал прибывшего и требует у центра подтвердить его полномочия.
Либель, имевший доступ к радиодиалогу, меняет ситуацию в свою пользу. Диверсанты были изолированы фронтовой контрразведкой, а Мишель под именем Лемке, начинает новую игру.

## В ролях
| Актёр              | Роль                        |
| ------------------ | --------------------------- |
| Анатолий Ромашин   | обер-лейтенант Либель       |
| Пётр Горин         | Мишель, он же Лемке         |
| Велта Лине         | фрау Кремер                 |
| Леонид Сатановский | капитан Отто Эрих Шварцбрук |
| Артур Димитерс     | подполковник Мельтцер       |
| Ольгерт Шалконис   | гауптштурмфюрер Клётц       |
| Аусма Драгоне      | Гелена                      |
| Юрий Боголюбов     | майор Мельниченко           |
| Лев Перфилов       | обер-лейтенант Вилли Крюгер |
| Янис Мелдерис      | Роденшток                   |

## Съёмочная группа
- Сценарист: Дмитрий Морозов, Иван Воробьёв
- Режиссёр-постановщик: Ада Неретниеце
- Главный оператор: Вадим Масс
- Композитор: Ромуальд Гринблат